# Llista de topònims de Sureda
Llista de topònims (noms propis de lloc) de Sureda (Rosselló).
Informació actualitzada per un bot. Els canvis manuals es perdran quan s'actualitzi!

## cementiri
| imatge | Nom                  | Ubicat a | instància de | Detalls | coordenades                                      | Protecció | Commons (més fotos) | Dades a WD                    |
| ------ | -------------------- | -------- | ------------ | ------- | ------------------------------------------------ | --------- | ------------------- | ----------------------------- |
|        | cementiri de Sureda  | Sureda   | cementiri    |         | 42° 31′ 49″ N, 2° 56′ 59″ E / 42.5304°N,2.9496°E |           |                     | Modifica les dades a Wikidata |
|        | cementiri de la Vall | Sureda   | cementiri    |         | 42° 30′ 32″ N, 2° 59′ 53″ E / 42.5088°N,2.998°E  |           |                     | Modifica les dades a Wikidata |

## collada
| imatge | Nom                   | Ubicat a           | instància de | Detalls | coordenades                                                    | Protecció | Commons (més fotos) | Dades a WD                    |
| ------ | --------------------- | ------------------ | ------------ | ------- | -------------------------------------------------------------- | --------- | ------------------- | ----------------------------- |
|        | Coll de l'Estaca      | Sureda Espolla     | collada      |         | 42° 28′ 20″ N, 2° 59′ 00″ E / 42.472129°N,2.983282°E 1023 msnm |           |                     | Modifica les dades a Wikidata |
|        | Coll de les Mosqueres | Espolla Sureda     | collada      |         | 42° 28′ 07″ N, 2° 58′ 50″ E / 42.4687°N,2.9806°E               |           |                     | Modifica les dades a Wikidata |
|        | Coll del Faig         | la Jonquera Sureda | collada      |         | 42° 28′ 04″ N, 2° 57′ 56″ E / 42.4679°N,2.9656°E               |           |                     | Modifica les dades a Wikidata |
|        | Coll dels Emigrants   | Sureda Espolla     | collada      |         | 42° 28′ 25″ N, 2° 59′ 43″ E / 42.473583°N,2.995172°E 1126 msnm |           |                     | Modifica les dades a Wikidata |
|        | coll de l'Orri        | la Jonquera Sureda | collada      |         | 42° 27′ 59″ N, 2° 58′ 18″ E / 42.4664°N,2.9718°E               |           |                     | Modifica les dades a Wikidata |

## edifici
| imatge | Nom                        | Ubicat a | instància de | Detalls            | coordenades                                                                  | Protecció | Commons (més fotos) | Dades a WD                    |
| ------ | -------------------------- | -------- | ------------ | ------------------ | ---------------------------------------------------------------------------- | --------- | ------------------- | ----------------------------- |
|        | Castell de Montbran        | Sureda   | edifici      |                    | 42° 30′ 01″ N, 3° 00′ 03″ E / 42.500277777778°N,3.0008055555556°E 569.2 msnm |           |                     | Modifica les dades a Wikidata |
|        | Castell de Sureda          | Sureda   | edifici      |                    | 42° 31′ 53″ N, 2° 57′ 12″ E / 42.53125°N,2.9533333333333°E 83.7 msnm         |           |                     | Modifica les dades a Wikidata |
|        | Molí dels Frares           | Sureda   | edifici      | Estil: art romànic | 42° 28′ 44″ N, 2° 58′ 14″ E / 42.478861111111°N,2.9704166666667°E 716.2 msnm |           |                     | Modifica les dades a Wikidata |
|        | Vila fortificada de Sureda | Sureda   | edifici      |                    | 42° 31′ 52″ N, 2° 57′ 12″ E / 42.531242°N,2.953321°E 83.8 msnm               |           |                     | Modifica les dades a Wikidata |

## església
| imatge | Nom                                          | Ubicat a | instància de          | Detalls                                                                        | coordenades                                                                | Protecció | Commons (més fotos)                                | Dades a WD                    |
| ------ | -------------------------------------------- | -------- | --------------------- | ------------------------------------------------------------------------------ | -------------------------------------------------------------------------- | --------- | -------------------------------------------------- | ----------------------------- |
|        | El Sant Crist de Sureda                      | Sureda   | església              |                                                                                | 42° 31′ 00″ N, 2° 58′ 31″ E / 42.516694444444°N,2.9751666666667°E 432 msnm |           |                                                    | Modifica les dades a Wikidata |
|        | Mare de Déu del Castell d'Ultrera            | Sureda   | església Ús: església | 1681                                                                           | 42° 30′ 57″ N, 2° 58′ 34″ E / 42.5159°N,2.97611°E 455 msnm                 |           | Chapelle Notre-Dame du Château d'Ultrère           | Modifica les dades a Wikidata |
|        | Sant Aciscle i Santa Victòria de Sureda      | Sureda   | església Ús: església | Estil: arquitectura romànica Anomenat per: Iscle de Còrdova                    | 42° 31′ 53″ N, 2° 57′ 13″ E / 42.5313°N,2.95357°E 82.8 msnm                |           | Église Saint-Assiscle et Sainte-Victoire de Sorède | Modifica les dades a Wikidata |
|        | Sant Martí de la Vall                        | Sureda   | església              | Estil: arquitectura romànica Dedicat a: Sant Martí de Tours                    | 42° 30′ 29″ N, 2° 59′ 47″ E / 42.508°N,2.9963°E 182.8 msnm                 |           | Église Saint-Martin de Lavall                      | Modifica les dades a Wikidata |
|        | Santa Maria de Coberta                       | Sureda   | església              | Estat: enderrocat o destruït                                                   | Catalunya del Nord                                                         |           |                                                    | Modifica les dades a Wikidata |
|        | església de Santa Maria Magdalena de la Veda | Sureda   | església Ús: església | Estil: art preromànic Anomenat per: Maria Magdalena Dedicat a: Maria Magdalena | 42° 29′ N, 2° 58′ E / 42.48°N,2.97°E 800 msnm                              |           |                                                    | Modifica les dades a Wikidata |
|        | església de Santa Maria d'Ultrera            | Sureda   | església Ús: església | Estil: art preromànic                                                          | 42° 30′ 56″ N, 2° 58′ 45″ E / 42.5155°N,2.9793°E                           |           |                                                    | Modifica les dades a Wikidata |

## muntanya
| imatge | Nom                     | Ubicat a                            | instància de | Detalls | coordenades                                                            | Protecció | Commons (més fotos)      | Dades a WD                    |
| ------ | ----------------------- | ----------------------------------- | ------------ | ------- | ---------------------------------------------------------------------- | --------- | ------------------------ | ----------------------------- |
|        | Pic del Castanyer       | Sureda                              | muntanya     |         | 42° 30′ 07″ N, 2° 58′ 57″ E / 42.501931°N,2.982508°E 607.6 msnm        |           |                          | Modifica les dades a Wikidata |
|        | Pla del Fum             | Sureda                              | muntanya     |         | 42° 27′ 56″ N, 2° 58′ 02″ E / 42.46548056°N,2.96730583°E               |           |                          | Modifica les dades a Wikidata |
|        | Puig Nalt               | Argelers Sureda                     | muntanya     |         | 42° 30′ 51″ N, 2° 58′ 31″ E / 42.514068°N,2.97537°E 559.9 msnm         |           |                          | Modifica les dades a Wikidata |
|        | Puig Neulós             | la Jonquera la Roca d'Albera Sureda | muntanya     |         | 42° 28′ 56″ N, 2° 56′ 50″ E / 42.482101374°N,2.94711007326°E 1257 msnm |           | Puig Neulós              | Modifica les dades a Wikidata |
|        | Puig Pregon             | la Jonquera Sureda                  | muntanya     |         | 42° 28′ 32″ N, 2° 57′ 25″ E / 42.475667°N,2.956917°E                   |           |                          | Modifica les dades a Wikidata |
|        | Puig de Pradets         | Espolla Sureda                      | muntanya     |         | 42° 28′ 26″ N, 2° 59′ 23″ E / 42.47401389°N,2.9897°E 1176 msnm         |           | Puig de Pradets          | Modifica les dades a Wikidata |
|        | Puig de la Martina      | Argelers Sureda                     | muntanya     |         | 42° 30′ 07″ N, 2° 58′ 57″ E / 42.501931°N,2.982508°E 607.6 msnm        |           |                          | Modifica les dades a Wikidata |
|        | Puig de les Basses      | Sureda Espolla la Jonquera          | muntanya     |         | 42° 28′ 02″ N, 2° 58′ 45″ E / 42.467194°N,2.979139°E 1068.6 msnm       |           |                          | Modifica les dades a Wikidata |
|        | Puig del Talaiador      | Sureda                              | muntanya     |         | 42° 28′ 20″ N, 2° 57′ 41″ E / 42.4723°N,2.96136389°E                   |           |                          | Modifica les dades a Wikidata |
|        | Puig dels Quatre Termes | Argelers Sureda                     | muntanya     |         | 42° 28′ 34″ N, 2° 59′ 55″ E / 42.47608889°N,2.99866111°E               |           |                          | Modifica les dades a Wikidata |
|        | Roc del Migdia          | Sureda la Roca d'Albera             | muntanya     |         | 42° 29′ 46″ N, 2° 56′ 52″ E / 42.49608°N,2.94788°E 872 msnm            |           | Roc du Midi              | Modifica les dades a Wikidata |
|        | Torre de la Maçana      | Sureda Argelers                     | muntanya     |         | 42° 29′ 53″ N, 3° 01′ 35″ E / 42.498172°N,3.026334°E 794 msnm          |           | Torre de la Maçana (cim) | Modifica les dades a Wikidata |

## port de muntanya
| imatge | Nom                    | Ubicat a                | instància de     | Detalls | coordenades                                                                  | Protecció | Commons (més fotos) | Dades a WD                    |
| ------ | ---------------------- | ----------------------- | ---------------- | ------- | ---------------------------------------------------------------------------- | --------- | ------------------- | ----------------------------- |
|        | Coll de l'Aranyó       | Sureda                  | port de muntanya |         | 42° 29′ 23″ N, 2° 59′ 54″ E / 42.4896°N,2.9984°E                             |           |                     | Modifica les dades a Wikidata |
|        | Coll de l'Artiguet     | Sureda                  | port de muntanya |         | 42° 29′ 14″ N, 2° 57′ 02″ E / 42.4873°N,2.9505°E                             |           |                     | Modifica les dades a Wikidata |
|        | Coll de la Balma Corba | Sureda la Roca d'Albera | port de muntanya |         | 42° 29′ 46″ N, 2° 56′ 52″ E / 42.4961°N,2.9478°E                             |           |                     | Modifica les dades a Wikidata |
|        | Coll de la Miquelassa  | Argelers Sureda         | port de muntanya |         | 42° 30′ 33″ N, 3° 01′ 06″ E / 42.509053°N,3.018258°E 543.4 msnm              |           |                     | Modifica les dades a Wikidata |
|        | Coll de la Vaca Vella  | Sureda la Roca d'Albera | port de muntanya |         | 42° 29′ 28″ N, 2° 56′ 54″ E / 42.4911°N,2.9482°E                             |           |                     | Modifica les dades a Wikidata |
|        | Coll de la Vena        | Argelers Sureda         | port de muntanya |         | 42° 30′ 29″ N, 3° 01′ 12″ E / 42.508017°N,3.019981°E 554.4 msnm              |           |                     | Modifica les dades a Wikidata |
|        | Coll del Boc           | Argelers Sureda         | port de muntanya |         | 42° 30′ 54″ N, 2° 58′ 43″ E / 42.515036°N,2.978525°E 498.9 msnm              |           |                     | Modifica les dades a Wikidata |
|        | Coll del Grèvol        | Sureda la Roca d'Albera | port de muntanya |         | 42° 29′ 40″ N, 2° 54′ 51″ E / 42.494333333333°N,2.9141388888889°E 903.4 msnm |           |                     | Modifica les dades a Wikidata |
|        | Coll del Pomer         | Sureda                  | port de muntanya |         | 42° 30′ 25″ N, 3° 01′ 10″ E / 42.507°N,3.0194°E                              |           |                     | Modifica les dades a Wikidata |
|        | Coll dels Tres Faigs   | Sureda                  | port de muntanya |         | 42° 28′ 45″ N, 3° 00′ 09″ E / 42.479233333333°N,3.0024805555556°E 956.1 msnm |           |                     | Modifica les dades a Wikidata |
|        | Collada d'en Blancart  | Sureda la Roca d'Albera | port de muntanya |         | 42° 30′ 43″ N, 2° 57′ 08″ E / 42.5119°N,2.9522°E 273.2 msnm                  |           |                     | Modifica les dades a Wikidata |
|        | Collada de l'Espinàs   | Sureda                  | port de muntanya |         | 42° 30′ 14″ N, 2° 58′ 16″ E / 42.504°N,2.9712°E                              |           |                     | Modifica les dades a Wikidata |
|        | Collada de l'Osca      | Sureda                  | port de muntanya |         | 42° 30′ 55″ N, 3° 00′ 04″ E / 42.515294°N,3.001161°E 591.5 msnm              |           |                     | Modifica les dades a Wikidata |
|        | Collada de l'Àliga     | Argelers Sureda         | port de muntanya |         | 42° 30′ 55″ N, 3° 00′ 04″ E / 42.515294°N,3.001161°E 534.4 msnm              |           |                     | Modifica les dades a Wikidata |
|        | Collada del Monall     | Sureda                  | port de muntanya |         | 42° 30′ 26″ N, 2° 58′ 47″ E / 42.5072°N,2.9797°E                             |           |                     | Modifica les dades a Wikidata |
|        | Collada del Perer      | Sureda                  | port de muntanya |         | 42° 29′ 12″ N, 2° 57′ 50″ E / 42.486594°N,2.963867°E 673.7 msnm              |           |                     | Modifica les dades a Wikidata |
|        | Collada dels Pomers    | Sureda la Roca d'Albera | port de muntanya |         | 42° 30′ 06″ N, 2° 56′ 56″ E / 42.5016°N,2.9488°E                             |           |                     | Modifica les dades a Wikidata |
|        | Collet de l'Alzina     | Argelers Sureda         | port de muntanya |         | 42° 30′ 33″ N, 3° 01′ 06″ E / 42.509078°N,3.018244°E 543.5 msnm              |           |                     | Modifica les dades a Wikidata |
|        | Collet del Teuler      | Sureda                  | port de muntanya |         | 42° 29′ 23″ N, 3° 01′ 14″ E / 42.4897°N,3.0205°E                             |           |                     | Modifica les dades a Wikidata |

## Misc
| imatge | Nom                       | Ubicat a                              | instància de                              | Detalls                                      | coordenades | Protecció | Commons (més fotos)   | Dades a WD                    |
| ------ | ------------------------- | ------------------------------------- | ----------------------------------------- | -------------------------------------------- | --- | --------- | --------------------- | ----------------------------- |
|        | Bosc Estatal de l'Albera  | Sureda                                | bosc estatal                              |                                              | 42° 28′ 56″ N, 2° 57′ 17″ E / 42.482142°N,2.954841°E |           |                       | Modifica les dades a Wikidata |
|        | La Vall de les Tortugues  | Sureda                                | zoològic                                  |                                              | |           | La Vallée des Tortues | Modifica les dades a Wikidata |
|        | Moixoses                  | Sureda                                | reserva biològica dirigida àrea protegida | 2014 Superfície: 649 648.65ha                | 42° 29′ 26″ N, 2° 59′ 00″ E / 42.49058°N,2.9832°E |           |                       | Modifica les dades a Wikidata |
|        | Ribera de Sant Andreu     | Sureda Sant Andreu de Sureda Argelers | curs d'aigua riu                          | Desemboca: mar Mediterrània Llarg: 22.1 15km | 42° 33′ 20″ N, 2° 58′ 17″ E / 42.55555555555556°N,2.971388888888889°E 42° 34′ 35″ N, 3° 02′ 45″ E / 42.576388888888886°N,3.0458333333333334°E 42° 30′ 04″ N, 2° 58′ 18″ E / 42.50111111111111°N,2.9716666666666667°E |           |                       | Modifica les dades a Wikidata |
|        | Vall de Montbran          | Pirineus Orientals Sureda             | municipi francès                          |                                              | 42° 30′ 29″ N, 2° 59′ 55″ E / 42.5081°N,2.9987°E 48.4 msnm |           | La Vall (Sorède)      | Modifica les dades a Wikidata |
|        | Vall de la Farga          | Sureda                                | localitat                                 |                                              | 42° 30′ 29″ N, 2° 57′ 53″ E / 42.507917°N,2.964611°E |           |                       | Modifica les dades a Wikidata |
|        | bosc de Sureda            | Sureda                                | bosc                                      |                                              | 42° 29′ 28″ N, 2° 58′ 26″ E / 42.491111111111°N,2.9738888888889°E |           |                       | Modifica les dades a Wikidata |
|        | casa de la vila de Sureda | Sureda                                | instal·lació Ús: seu del govern local     |                                              | 42° 31′ 54″ N, 2° 57′ 17″ E / 42.531540753445°N,2.95473761766289°E fr:RUE DE LA CASERNE, 66690 SOREDE |           |                       | Modifica les dades a Wikidata |
|        | font de la Tanyareda      | Sureda                                | font                                      |                                              | 42° 28′ 43″ N, 2° 57′ 09″ E / 42.478478°N,2.952611°E |           |                       | Modifica les dades a Wikidata |
|        | refugi de la Tanyareda    | Sureda                                | refugi de muntanya                        |                                              | 42° 28′ 33″ N, 2° 57′ 25″ E / 42.47589323208729°N,2.9569920918686554°E 1052 msnm |           |                       | Modifica les dades a Wikidata |